# Ílovka
Ílovka (en rus: Иловка) és un poble (un khútor) de l'óblast de Vorónej, a Rússia, segons el cens del 2010 tenia 18 habitants.